# Xian d'Ulugqat
Cette page contient des caractères spéciaux ou non latins. S’ils s’affichent mal (▯, ?, etc.), consultez la page d’aide Unicode.
Le xian d'Ulugqat (乌恰县 ; pinyin : Wūqià Xiàn ; ouïghour : ئۇلۇغچات ناھىيىسى / Uluğçat Nahiyisi) est un district administratif de la région autonome du Xinjiang en Chine. Il est placé sous la juridiction de la préfecture autonome kirghiz de Kizilsu.

## Démographie
La population du district était de 43 123 habitants en 1999.